# Guerra civile inglese
La guerra civile inglese (conosciuta anche come rivoluzione inglese o prima rivoluzione inglese) fu un conflitto civile combattuto in Gran Bretagna tra il 1642 e il 1649, nell'ambito delle cosiddette guerre dei tre regni. Essa fu il frutto di una serie di macchinazioni politiche tra la fazione dei Parlamentari ("Roundheads") e i Realisti ("Cavaliers"), le quali si scontrarono principalmente sul modo di dirigere il governo dell'Inghilterra e sulla questione religiosa che affliggeva il regno dal secolo precedente. La guerra civile inglese è storicamente e storiograficamente suddivisa al suo interno in almeno due macro-episodi: la prima (1642–1646) e la seconda (1648–1649) che vennero combattute tra i sostenitori di Carlo I e i sostenitori del Long Parliament; vi è poi la terza (1649–1651) che vide scontrarsi i sostenitori di Carlo II ed i sostenitori del Rump Parliament. La guerra coinvolse anche i Covenanters e gli Irish Confederates. La guerra si concluse con la vittoria dei Parlamentari nella battaglia di Worcester il 3 settembre 1651.
A differenza di altre guerre civili sul suolo britannico, che si combatterono essenzialmente per decidere chi dovesse governare, questi conflitti misero a confronto due forme di governo diverse (repubblica e monarchia) e decisero quale dei tre regni (Inghilterra, Scozia e Irlanda) dovesse avere preminenza sugli altri. La soluzione, almeno parziale, pervenne all'epoca proprio delle guerre civili: con il processo e l'esecuzione di Carlo I nel 1649, l'esilio di suo figlio Carlo II (1651) e la fondazione del Commonwealth of England, dal 1653 vennero unificate le Isole britanniche sotto il nome di "Commonwealth of England, Scotland, and Ireland" sotto il governo personale di Oliver Cromwell (1653–1658) e per breve tempo di suo figlio Richard (1658–1659). In Inghilterra, il monopolio della chiesa d'Inghilterra terminò ed in Irlanda i vincitori consolidarono il protestantesimo. A livello costituzionale, la guerra civile inglese apportò la norma secondo la quale un monarca inglese non avrebbe potuto più governare senza il consenso del parlamento nelle sue azioni di governo, anche se l'idea della sovranità parlamentare verrà legalmente riconosciuta solo con la Gloriosa Rivoluzione del 1688.

## Terminologia
Sovente, la guerra civile viene confusa con la guerra dei tre regni: in realtà i termini sono distinti in quanto la guerra civile inglese fu un fenomeno interno allo stato inglese che si inserì all'interno delle guerre dei tre regni che erano già all'attivo prima dello scoppio della prima rivoluzione inglese (dal 1639). All'inizio del XIX secolo, sir Walter Scott si riferiva alla guerra civile inglese col termine di "the Great Civil War" ("Grande guerra civile"). L'Enciclopedia Britannica l'ha definita la "Great Rebellion" ("Grande rivolta"). Alcuni storici, in particolare marxisti come Christopher Hill (1912–2003), hanno per lungo tempo preferito utilizzare il termine "Rivoluzione inglese".
Talvolta vengono indicate come "guerre civili inglesi" dal momento che, storiograficamente, esse sono suddivise in tre parti distinte: la prima guerra civile (1642–1646) e la seconda, più breve, che portò però agli stravolgimenti più gravi che compresero la morte di Carlo I d'Inghilterra e l'istituzione del Commonwealt (1648–1649). Vi è inoltre una terza guerra considerata parte della guerra civile inglese che è la guerra anglo-scozzese (1650-1652) che, secondo la maggior parte degli storici, pur essendo ormai considerata un conflitto non più interno ma tra due stati distinti, difatti interessò ancora delle problematiche interne coinvolgendo il tentativo di restaurazione di Carlo II alle due corone di Scozia e Inghilterra.

## Il contesto storico

### Il regno di Giacomo I

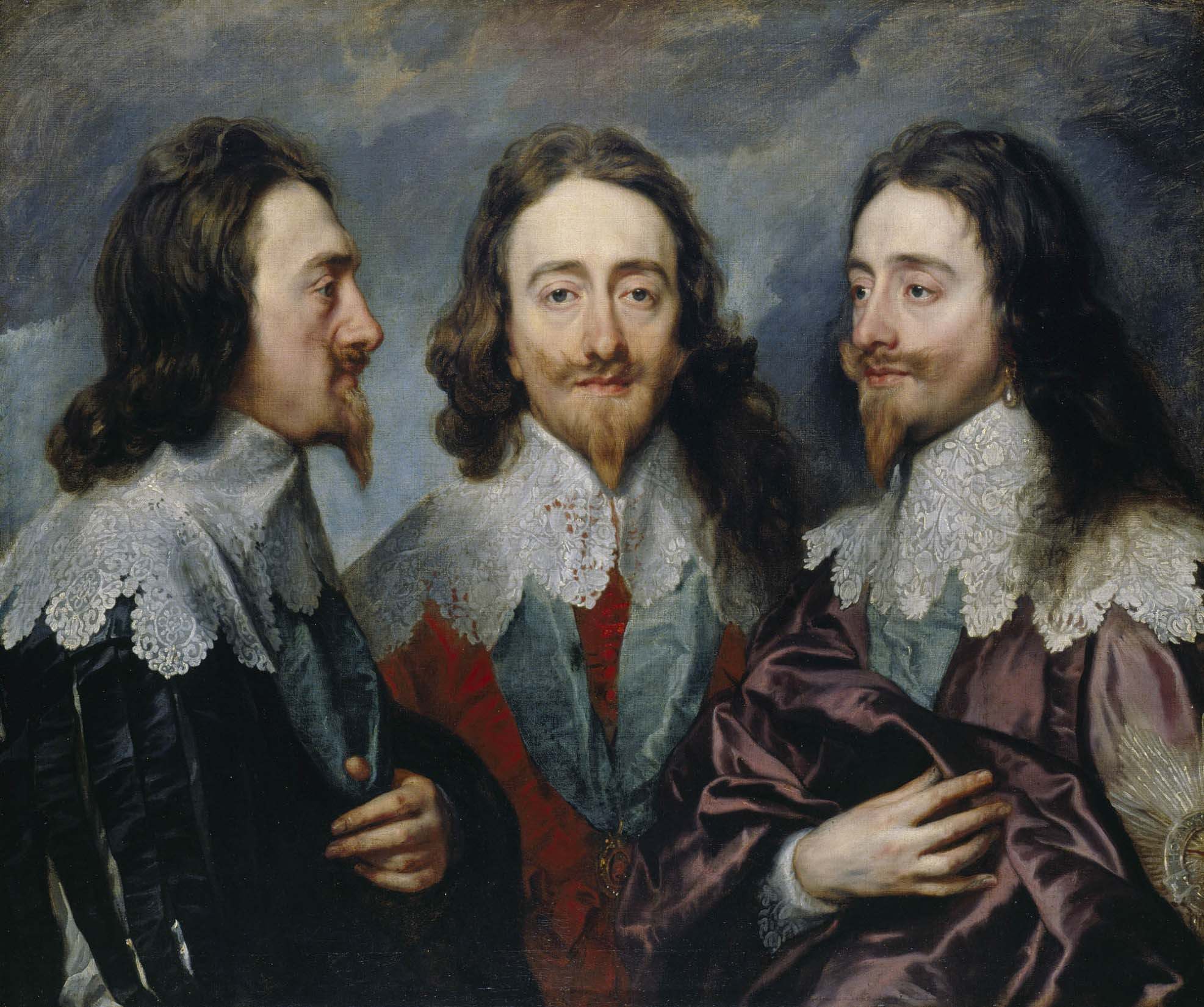
Triplo ritratto di Carlo I, opera di van Dyck.

Dopo la morte di Elisabetta I Tudor  (1603), che non lasciò eredi diretti, il trono di Inghilterra e di Irlanda passò al parente più prossimo, Giacomo Stuart, già re di Scozia col nome di Giacomo VI, il quale assunse anche la corona inglese con il nome di Giacomo I d'Inghilterra. Per la prima volta si trovavano riunite sotto lo stesso sovrano l'Inghilterra anglicana, l'Irlanda cattolica e la Scozia calvinista.
Il regno di Giacomo (durato fino al 1625) fu un'età di forti contrasti e lacerazioni che investirono tutti gli ambiti, ma in particolare quello religioso.
Il re infatti si impegnò nel diffondere l'Anglicanesimo, sempre più vicino a posizioni quasi cattoliche, in un paese che invece richiedeva una riforma pericolosamente (dal punto di vista della Corona) vicina a posizioni protestanti.
Il movimento puritano, diffuso soprattutto nelle classi più abbienti, teorizzava il ripristino del più ortodosso calvinismo e si ispirava a un modello di società fondata sul primato dell'individuo, della sua religiosità e delle sue scelte autonome.

### La successione di Carlo I e la rivolta irlandese del 1641
- Corto Parlamento aprile 1640 il re convoca il Parlamento per ottenere il concorso finanziario necessario a proseguire la guerra contro gli scozzesi. Dopo tre settimane viene decretato il suo scioglimento.
- Lungo Parlamento (1) novembre 1640 il Parlamento viene riconvocato per le necessità della guerra
- Lungo Parlamento (2) 1645
- Rump Parliament dicembre 1648
- Parlamento di Barebone o dei Santi o Little Parliament luglio 1653 - sciolto 16 dicembre 1653
- First Protectorate Parliament 1654
- Second Protectorate Parliament 1656
- Third Protectorate Parliament 1659
- Rump Parliament restaurato 1659

Da Giacomo il trono passò al figlio Carlo I Stuart; in questo periodo esplose il conflitto tra il re e il Parlamento, principalmente a causa di questioni fiscali. Nel 1628 sorse un movimento puritano che chiedeva una chiesa molto simile a quella scozzese, cosa che il re non poté concedere: ciò avrebbe richiesto nomine elettive, e la corona non poteva allora rinunciare ai vescovi e ai parroci, attraverso i quali esercitava il proprio potere. 
Davanti alla richiesta di un nuovo ordine sociale, oltre che economico, il parlamento fu nuovamente sciolto e il re cominciò una politica decisamente assolutistica. Nello stesso anno Carlo I per sostenere le spese necessarie all'appoggio militare in Olanda contro la Spagna, convocò il Parlamento. I parlamentari però, invece di concedere sussidi al re, gli chiesero conto di tutte le illegalità commesse, chiedendogli di firmare la cosiddetta Petizione dei Diritti (Petition of Right) con la quale si decretava che ogni imposizione fiscale dovesse essere approvata dal Parlamento stesso, mentre altre pratiche, quali i prestiti forzosi, l'arruolamento obbligato, gli arresti immotivati (contro l'Habeas corpus della Magna Carta), venivano dichiarate illegali. Per questo motivo il re sciolse il Parlamento appena un mese dopo la riconvocazione.
Nel 1629 Carlo sciolse il Parlamento e diede vita a un governo personale. In questo modo il malcontento si spostò verso la figura del sovrano. Una delle concause che portarono il re allo scioglimento del parlamento fu la questione religiosa: continuando ad appoggiare la chiesa anglicana, Carlo si dimostrò ostile alle tendenze riformate di molti dei suoi sudditi inglesi e scozzesi; un numero sempre maggiore di questi ultimi, ormai, auspicava lo smantellamento della chiesa anglicana.
Il monarca inoltre, contestando le innovazioni della Petition of Rights, istituì tribunali monarchici negando a tutti gli uomini liberi di essere giudicati da altri loro pari, provocando così forti tensioni tra rappresentanti del popolo e monarchia. Inoltre, Carlo I stava riscuotendo tributi con la consapevolezza di non poterlo fare: vi era infatti, tra le altre, una tassa che le città marinare dovevano pagare in tempo di guerra (ship money).
Il re eluse la petizione dei diritti ed estese la tassa a tutti i suoi sudditi. Dal momento che tale pretesa avrebbe avuto senso solo se ci fosse stata una guerra, il re decise quindi di prendere parte al conflitto in atto in Scozia, suo paese di origine, con l'intento di conquistare e portare ordine in Irlanda; tuttavia per far ciò gli era necessario un esercito. La questione irlandese divenne un problema tale da creare le basi per la rivoluzione inglese.
Per non apparire in contraddizione con le sue posizioni in materia religiosa, Carlo volle allora imporre il sistema di culto inglese anche alla Scozia calvinista; ma gli scozzesi respinsero questa pretesa: rifiutarono di abbandonare le proprie terre e prepararono un'armata, dichiarando guerra a Carlo. In quel periodo però l'esercito era di stanza in Irlanda, dove erano emersi conflitti di natura religiosa fra cattolici e calvinisti che provocavano non pochi problemi alla corona inglese. Il matrimonio con Enrichetta, figlia del re Enrico IV di Francia e fervente cattolica, e la nomina nel 1633 ad arcivescovo di Canterbury di William Laud, prelato della corrente filo-cattolica della Chiesa Anglicana, alienarono al re il favore della maggioranza anglicana, che seguiva idee calviniste. Carlo I dunque esacerbò i conflitti che laceravano il paese sul piano religioso e nella gestione del potere.
Nel 1641 scoppiò in Irlanda una rivolta: proprietari, uomini liberi, contadini cattolici insorsero contro la nascente classe di coloni protestanti inglesi. Carlo, dunque, fu costretto a cedere e, ritornando sui suoi passi, tollerò la chiesa presbiteriana in Scozia.
Il re dovette riconvocare il parlamento, tra i cui membri vi era anche John Pym, una delle figure più importanti di questo periodo. Quest'ultimo, prontamente, approfittò della situazione per incitare il popolo a puntare i fucili contro il re, di origine scozzese. L'esercito reale, tornato dall'Irlanda, passa di fatto sotto il comando di John Pym (che divenne "l'altro re"). Il parlamento, con la Grande Rimostranza, approva 200 articoli della Magna Charta; ogni articolo era diretto contro la famiglia Stuart, soprattutto contro il re.
L'opposizione al re si faceva sempre più forte non solo nella società civile, ma anche nella rappresentanza parlamentare; tuttavia le forze parlamentari erano discordi: i 200 articoli vengono approvati con una maggioranza di soli 11 voti. John Pym deve rinunciare a proclamare la sua vittoria, e i 200 articoli, piuttosto che edificare un nuovo ordine, provocano la guerra civile.

### Lo scioglimento del Parlamento e le "guerre dei Vescovi"
Durante i dieci anni d'assenza del Parlamento (periodo detto del "Governo pernonale di Carlo I" o "Tirannia degli undici anni"), Carlo I, sostenuto dall'arcivescovo di Canterbury William Laud e dal Consiglio della Corona, tentò di racimolare denaro attraverso l'imposizione di nuovi tributi, come ad esempio lo ship money, esteso non più soltanto alle città portuali e combatté strenuamente il puritanesimo, applicando una pesante censura ai testi religiosi allora in circolazione. Tentò inoltre di diffondere l'Anglicanesimo in Scozia, regione di fede calvinista, provocando una rivolta. Carlo I si trovò costretto a convocare il Parlamento per chiedere l'approvazione di ulteriori tasse necessarie a formare un esercito da inviare contro gli insorti. Ciò avvenne il 13 aprile 1640 (Short Parliament) e Carlo I tentò di aggraziarsi il favore del Parlamento con l'abolizione della Ship Money, per farsi finanziare le ostilità in Scozia. Il parlamento, composto da un terzo di rappresentanti di fede puritana, rispose criticando l'operato di Carlo I e decretò la sospensione dei sussidi. Il re rispose con lo scioglimento del parlamento il 5 maggio dello stesso anno.

## Cronologia del conflitto

### La prima guerra civile inglese (1642-1646)

#### La soggezione del Parlamento e la dittatura di Cromwell (1642-1649)

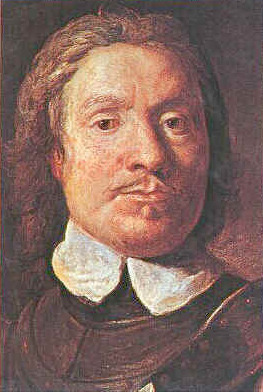
Ritratto di Oliver Cromwell.

Il re cercò di liberarsi dei parlamentari che gli erano più ostili ma questi, avvertiti in tempo, riuscirono a salvarsi (anche con l'appoggio della popolazione di Londra, sempre più insofferente all'atteggiamento di Carlo I). Scoppiò così una guerra civile tra monarchici e parlamentari (soprannominati Roundheads - teste rotonde, dai loro avversari perché portavano capelli piuttosto corti paragonati a quelli delle truppe del re). La guerra all'inizio vide prevalere i monarchici ma dopo breve tempo la situazione si capovolse.
Il sovrano tentò di negoziare con gli scozzesi, i quali lo arrestarono e lo vendettero ai parlamentari. Carlo I riuscì però a fuggire e la guerra continuò ancora per un anno. Alla fine vinsero i parlamentari. Il leader di questi ultimi, Oliver Cromwell, espulse dal parlamento i seguaci del re. Il parlamento condannò a morte il sovrano e fu proclamato il commonwealth of England, di cui Cromwell assunse la guida con il titolo di Lord Protettore. Si crearono così due partiti:
- il partito del re (aristocrazia e Chiesa anglicana)
- l'opposizione parlamentare (ceti in ascesa come gentry, professionisti, mercanti, artigiani).

Il parlamento, un tempo unito nella lotta contro la ship money, era ora spaccato a metà; per capire la storia inglese di questo periodo dobbiamo entrare nelle chiese, dove ci sono parroci arrabbiati che si rivolgono dal pulpito alla popolazione:
(...dal punto di vista di un parroco anglicano)
(... dal punto di vista di un parroco puritano)

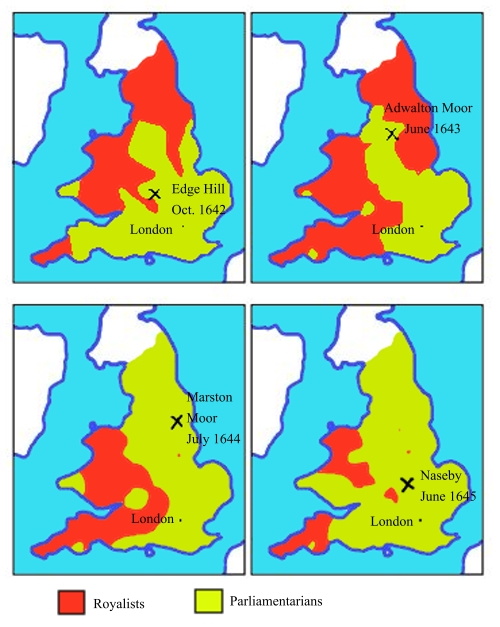
Mappa raffigurante l'Inghilterra nel periodo della guerra civile

Nel 1642 la cavalleria fedele al re Carlo, composta principalmente dall'aristocrazia e ricordo della società medioevale, si scontrò con l'esercito del Parlamento, le Teste rotonde. Londra e il sud caddero in mano alle teste rotonde, Nottingham e il centro in mano al re. I cavalieri avanzarono, senza giungere però a conquistare, in due anni di guerra, la città di Londra; questo perché le teste rotonde cominciarono a conseguire alcune vittorie, grazie soprattutto a un nuovo capo militare puritano ed esponente della gentry: Oliver Cromwell. Questi organizzò un esercito di nuovo modello formato da volontari altamente specializzati e qualificati, con ferrea disciplina militare (New Model Army). Cromwell andò all'attacco dell'esercito di Carlo e, nel giro di quattro anni, i cavalieri furono annientati; il re non poté più avanzare la richiesta di guidare un esercito.

### L'Interbellum
La guerra civile sembrò concludersi nel 1646, con la Battaglia di Oxford; il parlamento si impegnò a legiferare per lo smantellamento dei sistemi feudali, sancì l'istituzione della proprietà privata e la legittimazione delle recinzioni; vennero smantellate le figure dei vescovi, e con essi la chiesa anglicana, a favore di un modello presbiteriano. In compenso il re rimase solo un simbolo, non poté più contare sulla vecchia aristocrazia. Alcune forze avrebbero voluto l'abolizione della monarchia, ma i presbiteriani la vollero mantenere: temevano infatti che il decadimento della casa reale preparasse il terreno a riforme più radicali da parte del popolo.

### La seconda guerra civile inglese (1648-1649)
Il re però non accettò di restare al potere se non fosse stato restaurato il vecchio ordine delle cose; Cromwell fu costretto a riprendere l'esercito per garantire le conquiste rivoluzionarie: si crearono quattro partiti: il partito degli indipendenti (coloro che volevano ancora il re), dei presbiteriani, degli zappatori (coloro che volevano assegnare la terra a chi la lavorava, di stampo socialista ante litteram) e dei livellatori (coloro che volevano assegnare la terra agli affittuari). I presbiteriani, attraverso accordi segreti con la corona, si dissero favorevoli alla piena restaurazione dei poteri del sovrano ed il re arrivò a chiedere che la Scozia, con il suo esercito, invadesse l'Inghilterra; l'esercito di Cromwell, costituito da livellatori e zappatori, intervenne, cacciando dal parlamento i presbiteriani e destituendo ufficialmente la monarchia inglese.
Il re, Carlo I Stuart, processato e condannato per alto tradimento, il 30 gennaio 1649 fu decapitato a Whitehall: cadde così il principio del diritto divino dei sovrani.

### La terza guerra civile inglese (1649–1651)

#### La conquista dell'Irlanda e la guerra in Scozia (1649-1658)
Dal 1653 ebbe inizio una vera e propria dittatura militare; il territorio venne diviso e sottoposto a fidati governatori militari. Nel 1658 il dittatore Cromwell muore. L'Irlanda aveva conosciuto una guerra continua dall'inizio della ribellione del 1641, con la maggior parte dell'isola controllata dai Confederati irlandesi. Sempre più minacciati dagli eserciti del Parlamento inglese, dopo l'arresto di Carlo I nel 1648, i Confederati firmarono un trattato di alleanza con i monarchici inglesi. Il comune monarchico e le forze confederate sotto il Duca di Ormonde tentarono di eliminare l'esercito parlamentare di Dublino, ma i loro avversari li sconfissero nella battaglia di Rathmines (2 agosto 1649). Come ex membro del Parlamento l'ammiraglio Robert Blake bloccò la flotta del Principe Rupert a Kinsale, così Oliver Cromwell poté attraccare a Dublino il 15 agosto 1649 con un esercito per sedare l'alleanza monarchica in Irlanda. Lo sterminio dei monarchici in Irlanda nel 1649 da parte di Cromwell ha ancora una forte risonanza per molti irlandesi.
Dopo l'assedio di Drogheda, il massacro di circa 3 500 persone, circa 2 700 soldati monarchici e 700 altri, tra civili, prigionieri e sacerdoti cattolici (Cromwell sostenne che tutti gli uomini possedevano armi) divenne una delle memorie storiche che spinse l'Irlanda a lottare contro l'Inghilterra e i cattolici contro i protestanti nel corso degli ultimi tre secoli. Tuttavia, il massacro ebbe anche un significato simbolico della percezione irlandese della crudeltà di Cromwell, dato che morirono molte più persone nella guerriglia e nelle operazioni di terra bruciata nel paese che negli infami massacri di Drogheda e Wexford.
La conquista parlamentare del territorio irlandese continuò per altri quattro anni, fino al 1653, quando l'ultimo dei Confederati irlandesi e le truppe realiste si arresero. Gli storici hanno stimato che circa il 30% della popolazione irlandese sia morta o andata in esilio a causa delle guerre. I vincitori confiscarono a quasi tutti i cattolici irlandesi le proprietà dei terreni, che furono assegnati ai creditori del Parlamento, ai soldati parlamentari che avevano prestato servizio in Irlanda e agli inglesi che vi si erano stabiliti prima della guerra.
In Scozia l'esecuzione di Carlo I modificò la dinamica della guerra civile, combattutasi tra realisti e Covenanter dal 1644. Dal 1649, la lotta aveva lasciato i realisti scozzesi disorganizzati e il loro leader, il marchese di Montrose, era andato in esilio. In un primo momento, Carlo II incoraggiò Montrose a sollevare un esercito di Highlanders a combattere dalla parte dei realisti. Quando i Covenanters scozzesi, che non erano d'accordo con l'esecuzione di Carlo I e che temevano per il futuro della Scozia e l'indipendenza del loro paese nel quadro del nuovo Commonwealth, offrirono la corona di Scozia al marchese Montrose, Carlo II abbandonò Montrose ai suoi nemici. Quest'ultimo, che aveva riunito una forza mercenaria in Norvegia, era già sbarcato e non poteva abbandonare la lotta; egli non riuscì a suscitare la ribellione di molti dei clan delle Highlands e i Covenanters sconfissero il suo esercito nella battaglia di Carbisdale a Ross-shire, il 27 aprile 1650.
I vincitori catturarono Montrose poco dopo e lo portarono a Edimburgo; il 20 maggio il Parlamento scozzese lo condannò a morte e lo fece impiccare il giorno dopo.
Cromwell arrivò in Scozia il 22 luglio 1650 e procedette ad assediare Edimburgo; alla fine di agosto, le malattie e la carenza di forniture avevano però ridotto il suo esercito, da lui ritirato verso la sua base a Dunbar. Un esercito scozzese, riunito sotto il comando di David Leslie, cercò di bloccargli la ritirata, ma Cromwell lo sconfisse nella battaglia di Dunbar il 3 settembre. L'esercito di Cromwell poi prese Edimburgo, ed entro la fine dell'anno, occupò gran parte della Scozia meridionale. Nel luglio 1651, le forze di Cromwell attraversarono la baia Fife del Firth of Forth e sconfissero gli scozzesi nella battaglia di Inverkeithing (20 luglio 1651). Il successivo 3 settembre, a Worcester, ci fu la sconfitta definitiva di Carlo II e degli scozzesi nella rivoluzione inglese.

### La sconfitta repubblicana e la restaurazione monarchica (1658-1660)
Con la scomparsa di Cromwell venne a mancare un leader alla rivoluzione inglese: suo figlio Richard Cromwell, che gli succedette, non riuscì a sostituire degnamente la figura paterna. Apparve necessaria, perciò, la restaurazione di un ordine politico più solido.
Un esercito guidato da George Monck, uomo che fu fedele a Cromwell, marciò su Londra e restituì i poteri al Parlamento. Carlo II Stuart, figlio di Carlo I, rientrò in Inghilterra dall'esilio olandese: la monarchia, la Camera dei Lord e la Chiesa anglicana furono così restaurate.
La ricostituzione dei tre pilastri del potere, tuttavia, non significò affatto un ritorno puro e semplice al passato: grazie al potere che il Parlamento aveva rivendicato, in reazione alla politica di accentramento posta in atto da Giacomo I e Carlo I, e dopo la condanna a morte di quest'ultimo, l'Inghilterra non vide mai più sovrani assolutisti sul proprio trono.

## Le colonie inglesi nella guerra civile
Nel corso della guerra civile inglese, i possedimenti coloniali inglesi d'oltremare vennero pesantemente coinvolti nel conflitto. Le Isole del Canale, l'isola di Jersey e Castle Cornet nel Guernsey supportarono costantemente il re sino alla sua resa con onore nel dicembre del 1651.
Per quanto i nuovi insediamenti puritani in Nord America, in particolare il Massachusetts, fossero dominati dai Parlamentari, le vecchie colonie si schierarono quasi tutte con la Corona. Vi furono delle frizioni tra Realisti e Puritani nel Maryland che culminarono nella Battaglia del Severn. Gli insediamenti della Virginia Company nelle Bermuda ed in Virginia, ad Antigua e nelle Barbados, furono perlopiù leali alla Corona inglese. I puritani residenti nelle Bermuda vennero espulsi, insediandosi nelle Bahamas sotto la guida di William Sayle col nome collettivo di Eleutheran Adventurers. Nel 1650 il parlamento inglese dovette prendere dei provvedimenti nei confronti delle colonie che erano rimaste fedeli al re, giungendo a varare una legge che consentiva ai pirati locali di attaccare quei vascelli inglesi che fossero stati visti commerciare con le colonie giudicate ribelli dal governo cromwelliano. Col peggiorare della situazione, il parlamento giunse ad assemblare una flotta per invadere le colonie realiste d'oltremare, ma diverse colonie inglesi nei Caraibi vennero catturate da olandesi e francesi nel 1651 nel corso della seconda guerra anglo-olandese. Sul fronte opposto, il reggimento di milizia delle Bermuda e le batterie costiere si prepararono a resistere a un'invasione che venne però solo minacciata e non si concretizzò mai. L'unica flotta inviata dal parlamento fu quella del 1651 al comando dell'ammiraglio sir George Ayscue che venne inviato a sottomettere le colonie trans-atlantiche, ma dopo la caduta delle Barbados, i bermudiani decisero di concludere una pace separata che rispettasse lo status quo ante.
La popolazione della colonia della Virginia si schierò coi Cavaliers durante e dopo la guerra civile inglese ed ottennero per questo ampi vantaggi dalla restaurazione di Carlo II nel 1660.

## Significato e interpretazioni storiche
Nei primi decenni del XX secolo, la scuola di pensiero Whig era la visione storiografica dominante nel mondo anglosassone. Essa tendeva a spiegare la guerra civile inglese come il naturale risultato di secoli di lotte interne tra il parlamento (in particolare la Camera dei Comuni) e la monarchia, col parlamento a difendere i diritti tradizionali degli inglesi, mentre la monarchia Stuart in difesa dell'aristocrazia e di quello che riteneva essere il proprio diritto a legiferare indipendentemente dal parere del parlamento. Il principale storico Whig, S. R. Gardiner, rese popolare l'idea che la guerra civile inglese fosse stata una "rivoluzione puritana", che sfidò la repressiva chiesa di stato voluta dagli Stuart e spianò la strada alla tolleranza religiosa nel regno.
La visione degli Whig sulla guerra civile inglese venne successivamente affiancata dalla scuola marxista che guadagnò popolarità negli anni '40 del Novecento: secondo tale visione la guerra civile inglese era da considerare una rivoluzione borghese. Secondo lo storico marxista Christopher Hill:
Negli anni '70 del Novecento, il revisionismo storico sfidò sia la visione Whig che quella marxista, in particolare con testi come l'antologia The Origins of the English Civil War di Conrad Russell pubblicata nel 1973. Gli storici che aderirono alla corrente di Russell si focalizzarono sugli anni immediatamente precedenti l'inizio della prima guerra civile inglese, ritornando all'opera storiografica del conte di Clarendon dal titolo History of the Rebellion and Civil Wars in England. Secondo tale visione, le due teorie storiche precedentemente esposte non avevano tenuto conto di una serie di elementi: gli eventi della guerra civile non furono esattamente precursori della Gloriosa Rivoluzione di fine secolo, diversi puritani non necessariamente si allearono coi parlamentari, come pure molti membri della borghesia combatterono per il re, mentre altri aristocratici decisero di supportare il parlamento, il tutto per una serie di motivazioni che non sempre erano facilmente raggruppabili in motivazioni generali, ma dovevano scendere nell'analisi degli specifici casi.
Dagli anni '90 del Novecento, diversi storici che hanno seguito queste teorie hanno preferito alla denominazione tradizionale di "guerra civile inglese" quella di "guerre civili britanniche" con la concezione che la situazione dell'Inghilterra in guerra all'epoca non possa essere estrinsecata da ciò che nel contempo stava avvenendo in Scozia ed in Irlanda. La figura di re Carlo I rimase ad ogni modo cruciale, non solo come re d'Inghilterra, ma anche per le sue relazioni con i popoli di altri regni. Ad esempio, le guerre iniziarono quando Carlo costrinse l'uso dell'Book of Common Prayer anche in Scozia, incontrando la resistenza dei Covenanters, e necessitò della forza militare per imporre la propria volontà. Ad ogni modo, questo stesso esercito necessitava di denaro che Carlo I dovette necessariamente chiedere al parlamento inglese, il quale a sua volta non era intenzionato a concedere tale denaro se non dietro a precise condizioni. Sin dai primi anni '40 del Seicento, difatti, la figura di Carlo venne lasciata in uno status di crisi semi-permanente. Carlo scese infine a patti coi Covenanters nell'agosto del 1641, ma per quanto questo indebolì la sua posizione presso il parlamento inglese, la rivolta irlandese che scoppiò nell'ottobre di quello stesso anno gli fu favorevole.

### IlBehemothdi Hobbes
Lo storico e filosofo inglese del Seicento, Thomas Hobbes, diede un resoconto della guerra civile inglese nell sua opera Behemoth, scritto nel 1668 e pubblicato nel 1681. Egli dichiarò che la causa della guerra furono i conflitti delle dottrine politiche dell'epoca. Il Behemoth offre un approccio storico e filosofico che spiega chiaramente come Carlo I non potesse, nemmeno volendolo, mantenere la pace e il suo trono nel contempo: Hobbes analizza i cambiamenti del pensiero degli inglesi nel corso della guerra notando come l'opinione della divinità del re e della politica che diedero inizio alla rivolta, passarono poi ad una retorica ed a una dottrina utilizzate dai ribelli contro il re, per poi divenire una critica alla tassazione, alla cospirazione dei soldati ed alla strategia militare.
Hobbes diede quindi un'interpretazione delle cause della guerra civile inglese più attribuibile alle nuove teorie dei pensatori inglesi più che a vere e proprie cause politiche o storiche. Egli ritenne pure che le pretese del clero furono una miccia che contribuì significativamente ad innescare le problematiche ("il fondamentalismo dei puritani, i suprematisti papisti e il diritto divino degli episcopali".). Hobbes propose a tal proposito l'abolizione dell'indipendenza del clero e la sua sottoposizione al controllo civile dello stato.
Secondo alcuni studiosi, l'opera Behemoth di Hobbes non venne ricevuta dal pubblico come un'opera accademica, ma piuttosto un libro polemico come era stato il Leviatano del medesimo autore, ma che ebbe molto meno successo. Ma proprio perché Hobbes fu essenzialmente un filosofo, la sua opera venne raramente presa in considerazione dagli storiografi e dagli storici. Altro fattore che prevenne a lungo la diffusione del libro fu il rifiuto di Carlo II di dare il proprio assenso alla pubblicazione dell'opera per la differenza di visioni che contrapponevano i due sull'argomento.

## Battaglie principali
- Battaglia di Edge Hill 23 ottobre 1642
- Battaglia di Stratton 16 maggio 1643
- Battaglia di Lansdowne 5 luglio 1643
- Battaglia di Roundway Down 13 luglio 1643
- Battaglia di Chalgrove Field 18 giugno 1643
- Battaglia di Marston Moor 1644
- Battaglia di Preston 17 al 19 agosto 1648,
- Battaglia di Naseby 14 giugno 1645
- Battaglia di Dunbar (1650)
- Battaglia di Worcester 3 settembre 1651

## Filmografia
- Cromwell, regia di Ken Hughes (1970)
- Uccidere il re (To Kill a King), regia di Mike Barker (2003)